# فيل هينيغان
فيل هينيغان (بالإنجليزية: Phil Hennigan)‏ هو لاعب كرة قاعدة أمريكي، ولد في 10 أبريل 1946 في جاسبر في الولايات المتحدة، وتوفي في 17 يونيو 2016 في سنتر في الولايات المتحدة بسبب سرطان الرئة.